# Appleton-Century-Crofts
Appleton-Century-Crofts, Inc. — американская издательская компания, известная энциклопедическим словарём английского языка New Century Dictionary.
В 1881 году была основана издательская компания Scribners and Company, дочернее общество Charles Scribner's Sons, которое издавало литературный журнал Scribners Monthly. Также с момента основания компания была издателем детского журнала St. Nicholas Magazine. Затем компанию купил Розуэлл Смит и переименовал её в честь частного нью-йоркского клуба Century Association, а журнал был переименован в The Century Illustrated Monthly Magazine.
В 1915 году компанией возглавил известный американский юрист, государственный деятель и издатель Уильям Морган Шустер, который руководил ею до выхода на пенсию в 1952 году.
В 1933 году Century Company объединилась с другим издательством, D. Appleton & Company, образовав компанию Appleton-Century, а в 1948 году она объединилась с F.S. Crofts Co. В 1960 году Appleton-Century-Crofts была приобретена издательством Meredith Publishing Company.
В 1969 году книготорговое подразделение было продано Hawthorn Books. В 1973 году Meredith продало большую часть компании (подразделение учебников) компании Prentice Hall, при этом подразделение медицинской литературы сохранило название Appleton
В 1974 году подразделение New Century было продано Чарльзу Вальтеру и позже было переименовано в New Win Publishing.
В 1999 году Pearson Education (которое к тому времени поглотило Prentice Hall) продало компанию-преемницу Appleton & Lange компании McGraw-Hill.
В 2003 году Academic Learning Company, LLC приобрела New Win Publishing, которое ранее называлось New Century Publishing.